# 琉璃场站
琉璃场站位于成都市锦江区晨辉东路，是成都地铁6号线和7号线的转乘车站，因老地名“琉璃场”（地处文物琉璃厂窑附近）而得名。6号线月台于2020年12月18日启用，7号线月台于2017年12月6日启用。本站土建部分的施工方为中铁四局城轨分公司。

## 车站结构
琉璃场站7号线车站为地下二层站，地下一层为站厅层，地下二层为站台层。车站结构总长336.1米，车站主体标准段宽22.3米。西端头为地下三层站，开挖深度约26.5米；东端头及中间为地下二层站，开挖深度约17米，共设有3个出入口，2个紧急疏散出入口，2组风亭。西端为预留6号线地下三层站，东端为预留11号线地下一层站（并预留该换乘节点为地下三层站的条件）。
琉璃场站6号线车站为地下三层13米宽岛式站台车站。

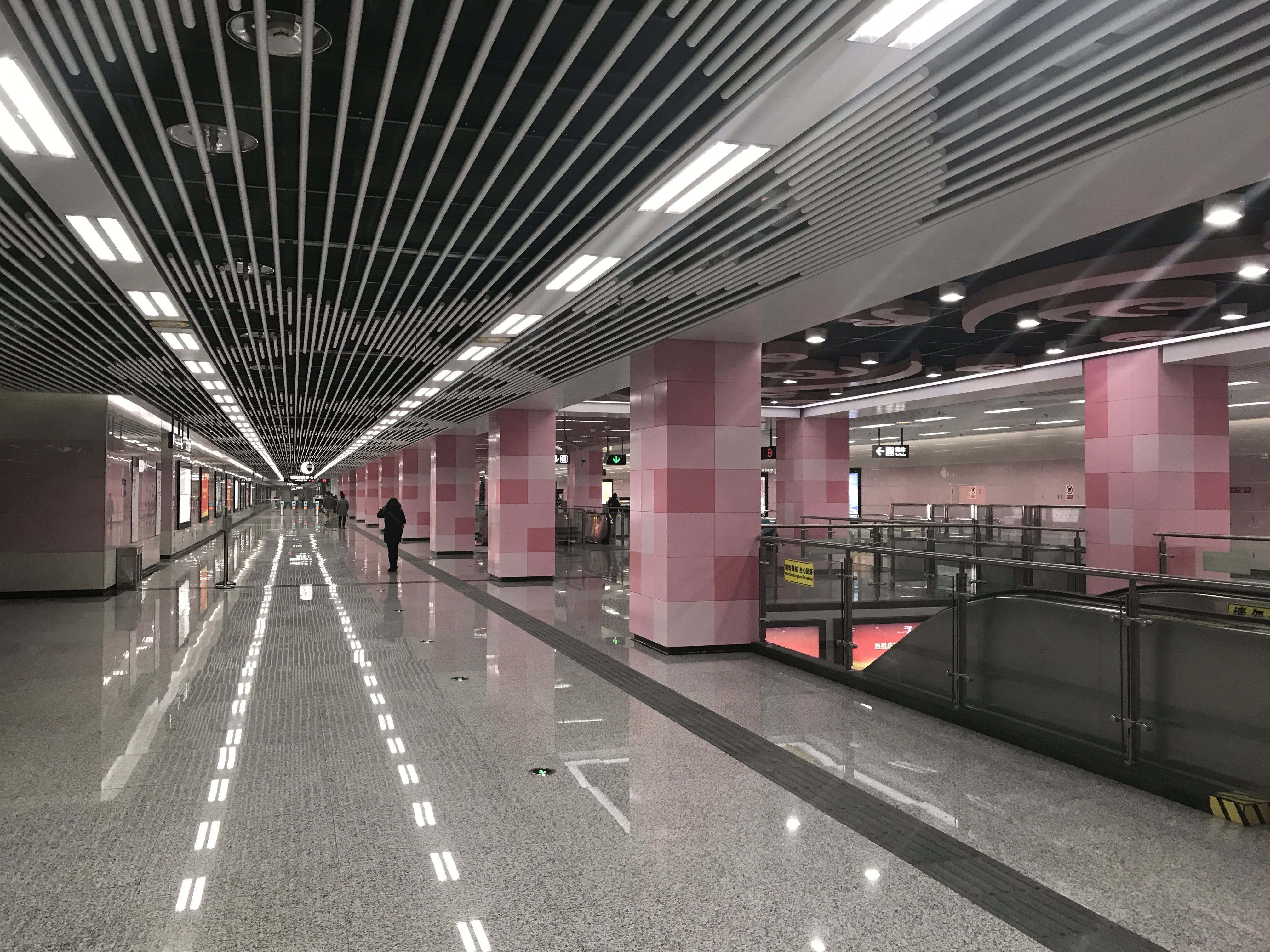
站厅层
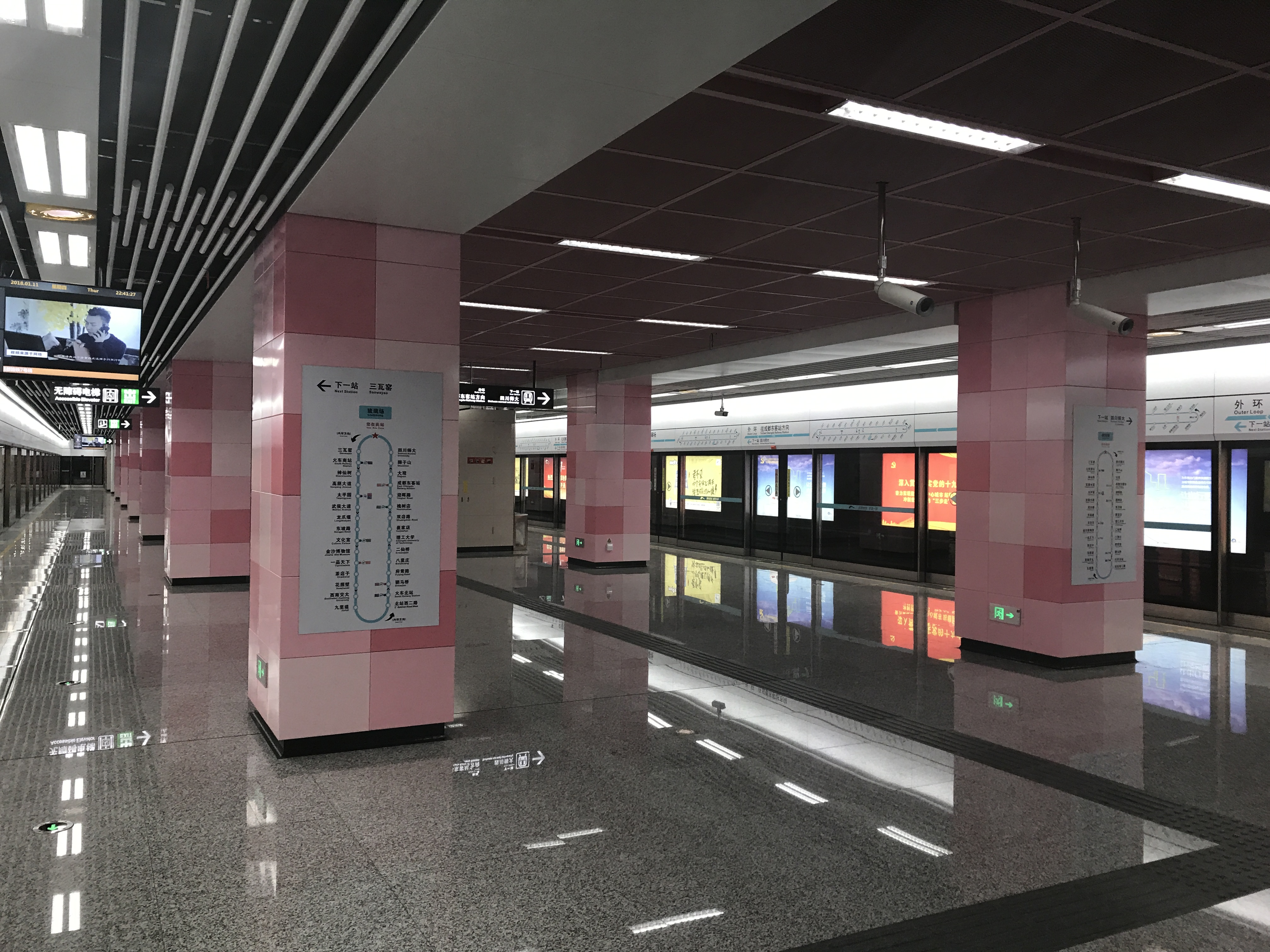
7号线站台层
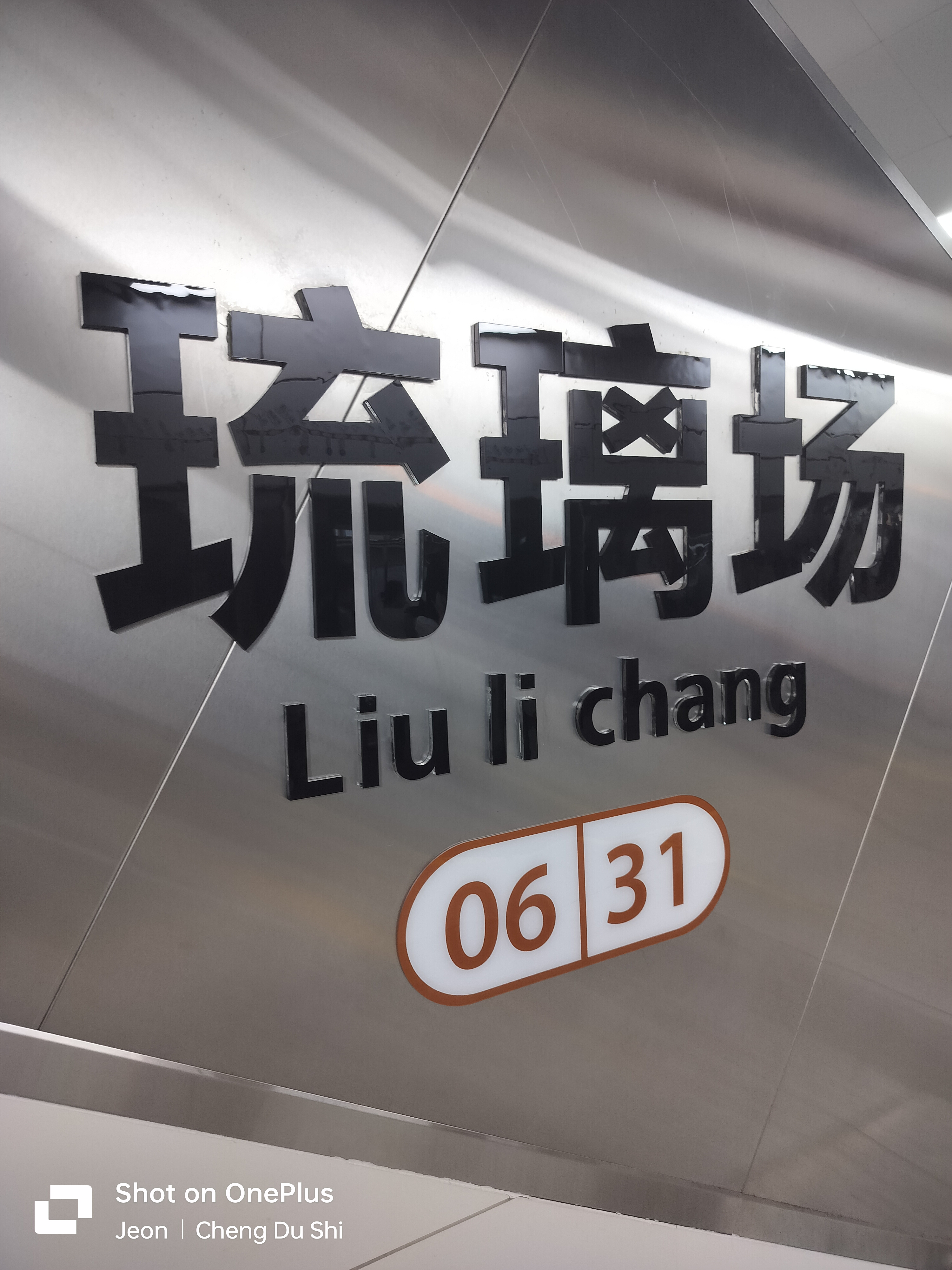
6号线站台

| 地面      |                                  | 出入口                         |  |
| 地下 一层 | 站厅层                           | 安检、售票机、站内商店         |  |
| 地下 二层 |                                  | 7号线列车外环方向 （四川师大） |  |
| 地下 二层 | 岛式站台，左边车门将会开启       |                                |  |
| 地下 二层 | 7号线列车内环方向 （三瓦窑）     |                                |  |
| 地下 三层 |                                  | 6号线列车往望丛祠方向 （东光） |  |
| 地下 三层 | 岛式站台，左边车门将会开启       |                                |  |
| 地下 三层 | 6号线列车往兰家沟方向 （琉三路） |                                |  |

- 站厅层
- 7号线站台层
- 6号线站台

## 出入口信息
本站目前开放6个出入口。
| 出口编号 | 设施                    | 地点     | 可到达目的地                                       |
| -------- | ----------------------- | -------- | -------------------------------------------------- |
|          |                         |          |                                                    |
|          | 无障碍电梯 无障碍卫生间 | 晨辉东路 | 金象花园                                           |
| 出口 · C |                         | 晨辉东路 | 金象花园、彩蝶花园                                 |
| 出口 · D |                         | 晨辉东路 | 金象嘉园、成都市社会科学院、成都七中嘉祥外国语学校 |
|          |                         |          |                                                    |
| 出口 · B |                         | 锦华路   | 康郡北区                                           |
| 出口 · E | 无障碍卫生间            | 锦华路   | 康郡南区、香江花园                                 |
| 出口 · F | 无障碍电梯              | 锦华路   | 金象花园、金红苑                                   |

## 公交换乘
3路；18路；31路；65路；68路；77路；91路；120路；121路；152路；517路；433路（麻柳湾站—地铁琉璃场站）；1044路；1052路

## 大事记
- 2013年11月4日，开始打围[4]；
- 2014年3月14日起，所在道路开始全封闭施工[5][6]；
- 2017年12月6日，7号线车站正式启用[1]。
- 2020年12月18日，6号线车站启用。